# Cable & Sons

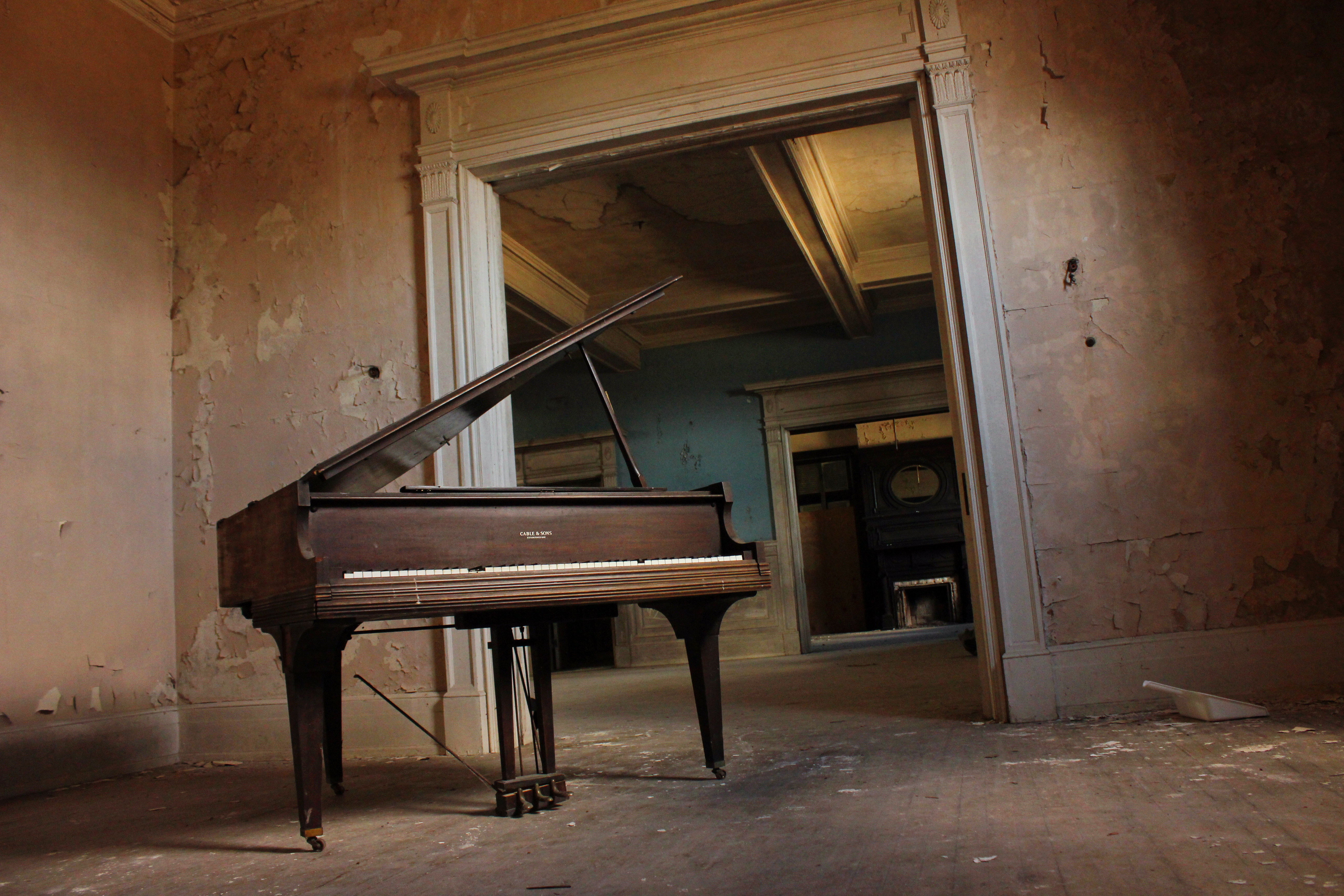
Ein verlassener Flügel von Cable & Sons

Cable & Sons war ein Klavierbauunternehmen in den USA. Es ist nicht zu verwechseln mit der Cable Piano Company in Chicago.

## Geschichte
Der Tischlermeister Robert Cable senior gründete das Unternehmen im Jahr 1852. Es war zunächst in Albany (New York) ansässig und zog 1869 nach New York City. Cable lieferte anfangs Klaviergehäuse für andere Instrumentenhersteller; dann aber baute er Klaviere unter seinem eigenen Namen. Ab 1873 arbeitete sein Sohn Robert junior in dem Unternehmen mit, ab 1874 auch der Sohn Thomas. Ab dieser Zeit nannte man sich Cable & Sons. 1904 wurde der Enkel des Firmengründers, der ebenfalls Robert Cable hieß, Besitzer des Unternehmens. Unter seiner Ägide verdoppelte sich die Jahresproduktion. Die Kapazität der Firma erlaubte den Bau von etwa 2500 Klavieren pro Jahr, die Qualität der Instrumente wurde gelobt.
Ab 1923 leitete Louis S. Roemer das Unternehmen, das in den 1920er Jahren in die United Piano Corporation integriert wurde. Produziert wurde nun auch in Norwalk. 1927 übernahm die Lester Piano Company die Mehrheitsbeteiligung an der United Piano Corporation. Unter dem Namen Cable & Sons baute Lester noch bis ungefähr 1936 Klaviere. Laut Nancy Groce  existierte die Firma aber bis 1964.
Das Chapman Museum besitzt ein Instrument von Cable & Sons.